# Neuburger Kollektaneenblatt

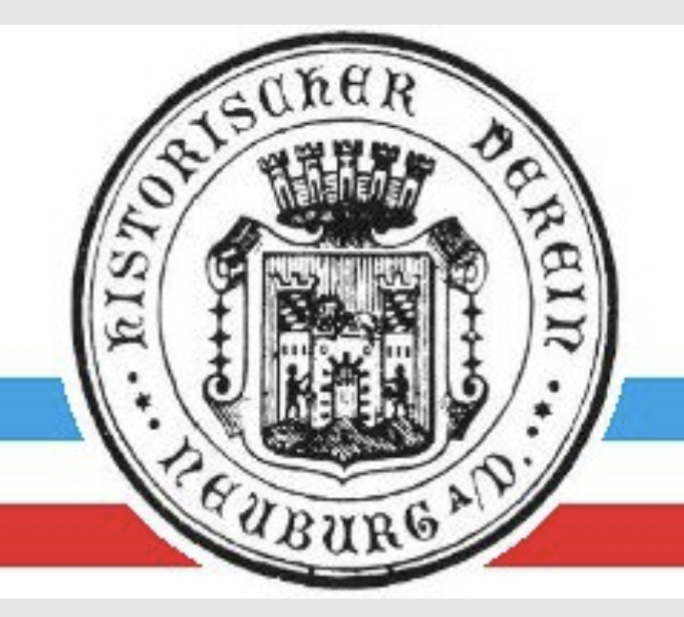
Wappen des Historischen Vereins Neuburg

Das Neuburger Kollektaneenblatt ist eine Geschichtszeitschrift, die jährlich erscheint und vom Historischen Verein Neuburg herausgegeben wird. Sie bietet Beiträge über die Geschichte der Stadt Neuburg an der Donau, des Landkreises Neuburg-Schrobenhausen (insbesondere des nördlichen Teils) und des Fürstentums Pfalz-Neuburg.
Die Zeitschrift erschien erstmals 1835 und seit dem mit nur wenigen kriegsbedingten Unterbrechungen jährlich. Im Jahr 2020 wurde der 168. Band vorgelegt. Der Titel erfuhr mehrere Änderungen in der Schreibweise bzw. beim Titelzusatz (Collectaneen-Blatt für die Geschichte der Stadt Neuburg an der Donau und deren Umgegend, Kollectaneen-Blatt für die Geschichte Bayerns, insbesondere des ehemaligen Herzogtums Neuburg etc.). Die Zeitschrift ist in zahlreichen Bibliotheken nachgewiesen.
Die Ausgaben des Kollektaneenblattes variieren im Umfang und waren zuletzt zumeist zwischen 200 und 400 Seiten stark. Die Bände von 1835 bis 1878 liegen digital frei zugänglich vor. Neben renommierten Regionalforschern und überregional anerkannten Historikern zählen auch regelmäßig Hochschulprofessoren zu den Autoren des Neuburger Kollektaneenblattes.
Wegen der intensiven Beschäftigung mit der Geschichte Pfalz-Neuburgs und seines Fürstenhauses, einem Zweig der Wittelsbacher, reicht das Themenspektrum des Kollektaneenblattes weit über die Region Neuburg hinaus. Die Neuburger Pfalzgrafen Ottheinrich, Philipp Wilhelm, Johann Wilhelm und Karl Philipp waren gleichzeitig Kurfürsten von der Pfalz. Die drei letztgenannten jeweils auch Herzöge von Jülich und Berg. Die Beiträge im Kollektaneenblatt haben daher außer für die bayerische nicht selten auch für die oberrheinische und niederrheinische Geschichte Relevanz. Da die Fürsten aus dem Hause Neuburg auch bedeutende Kunstsammler und -mäzene waren, finden sich im Kollektaneenblatt zahlreiche wichtige kunsthistorische Beiträge, etwa zur Architektur, Malerei, Musik oder Bildenden Kunst.